# Station Lesja
Station Lesja is een treinstation in Lesja in  fylke Innlandet in Noorwegen. Het stationsgebouw dateert uit 1921, drie jaar voor de opening van Raumabanen. Lesja wordt bediend door lijn 22 die een paar keer per dag naar Åndalsnes en Dombås rijdt.

## Externe links

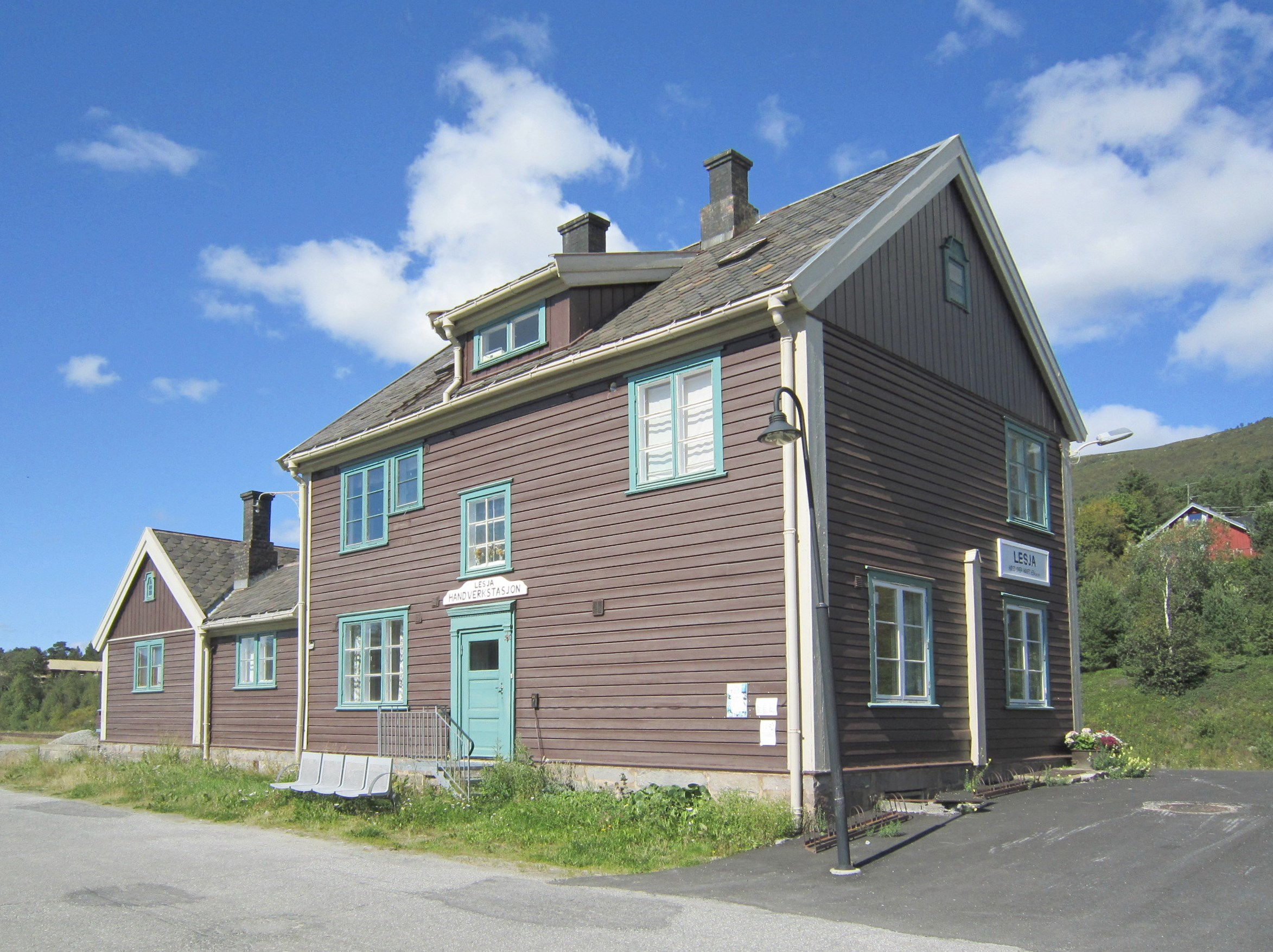
Het station in 2011